# Pseudocelleporina triplex
Pseudocelleporina triplex is een mosdiertjessoort uit de familie van de Celleporidae. De wetenschappelijke naam van de soort is voor het eerst geldig gepubliceerd in 1986 door Mawatari.